# Dasygaster albiviata
Dasygaster albiviata är en fjärilsart som beskrevs av George Francis Hampson 1913. Dasygaster albiviata ingår i släktet Dasygaster och familjen nattflyn. Inga underarter finns listade i Catalogue of Life.